# Bernardo Ruiz
Pour les articles homonymes, voir Ruiz.
 (14 août 2025).
Le texte peut changer fréquemment, n’est peut-être pas à jour et peut manquer de recul. N’hésitez pas à participer, en veillant à citer vos sources.
Ruiz  Navarrete est un nom espagnol. Le premier nom de famille, en général paternel, est Ruiz ; le second, en général maternel, souvent omis, est Navarrete.
Bernardo Ruiz Navarrete est un coureur cycliste professionnel espagnol, né le 8 janvier 1925 à Orihuela et mort le 14 août 2025 dans la même ville, vainqueur du Tour d'Espagne 1948.

## Biographie
Bernardo Ruiz devient professionnel en cours d'année 1945 et le reste jusqu'en 1958. Il remporte 66 victoires. 
Il est champion d'Espagne sur route indépendants en 1945, puis 3 fois chez les professionnels en 1946, 1948 et 1951 et également champion d'Espagne de la montagne en 1958.
Il remporte cinq étapes du Tour d'Espagne, deux du Tour de France et une du Tour d'Italie.
Bernardo Ruiz détient jusqu'en 2015 le record du coureur ayant enchaîné et terminé le plus grand nombre de fois les trois grands tours : 12 consécutivement entre 1954 et 1958. Ce record est battu par Adam Hansen après le Tour d'Espagne 2015.

## Palmarès

### Palmarès année par année
- 1944
  - Tour de Valence amateurs
- 1945
  -  Championnat d'Espagne indépendants
  - Tour de Valence amateurs
  - Tour du Levant
  - Tour de Catalogne
  - 2e du championnat d'Espagne des régions
- 1946
  -  Champion d'Espagne sur route
  - 24 heures de Madrid
  - 8e étape du Tour de Catalogne
  - Trofeo Jaumendreu
- 1947
  - 4e et 5e étapes du Tour du Levant
  - Tour de Burgos
  - 1re étape du Grand Prix Marca
  - 2e du Grand Prix Marca
  - 2e du Trofeo Jaumendreu
  - 2e du championnat d'Espagne sur route
  - 3e du GP Catalunya 
  - 3e du championnat d'Espagne des régions
  - 3e du championnat de Barcelone sur route
  - 3e du championnat de Catalogne sur route
- 1948
  -  Champion d'Espagne sur route
  - Tour de Majorque :
    - Classement général
    - 1rea étape

  - 3e étape du Grand Prix Marca
  - Tour d'Espagne :
    -  Classement général
    -  Grand Prix de la montagne
    - 1rea (avec Julián Berrendero), 3e, 11e et 20e étapes

  - 2e du championnat d'Espagne de la montagne
  - 3e du Grand Prix Marca
- 1949
  - Tour des Asturies
  - Une étape du Grand Prix de Catalogne
  - 2e du Grand Prix de Catalogne
  - 3e du Trofeo Masferrer
  - 3e de la Clásica a los Puertos
- 1950
  - Tour de Majorque
  - Clásica a los Puertos
  - Trophée Salvadores (contre-la-montre)
  - Gran Premio Tro al Plato
  - 4ea et 8eb étapes du Tour d'Espagne
  - 4e étape du Tour de Catalogne
  - 2e du championnat d'Espagne sur route
  - 2e du championnat d'Espagne de la montagne
  - 2e de la Subida a Arantzazu 
  - 4e du Tour d'Espagne
- 1951
  -  Champion d'Espagne sur route
  - 3e étape du Tour de Romandie
  - Clásica a los Puertos
  - Barcelone-Pampelune :
    - Classement général
    - 1re étape

  - 10e et 21e étapes du Tour de France
  - Tour de Castille
  - 10e étape du Tour de Catalogne
  - 3e du Trofeo Masferrer
  - 3e de Madrid-Porto
  - 9e du Tour de France
- 1952
  - 7e étape du Tour de Castille
  - 4ea étape du Tour de Majorque
  - 2e du Tour de Majorque
  - 3e du Tour de France
- 1953
  - Gran Premio San Juan
  - 2e du championnat d'Espagne de la montagne
  - 2e de la Clásica a los Puertos
  - 3e du championnat d'Espagne de l'américaine
  - 3e du Trofeo Masferrer
- 1954
  - Tour des Asturies :
    - Classement général
    - 4e étape

  - Tour de Galice
  - Tour de Tarragone :
    - Classement général
    - 1re étape

  - Tour de Pontevedra :
    - Classement général
    - 1reb étape

  - 2e étape du Tour du Levant
  - 2e du GP Pascuas
  - 2e du championnat d'Espagne sur route
  - 3e du Tour du Levant
  - 3e de la Clásica a los Puertos
- 1955
  - 3eb étape du Grand Prix de la Bicicleta Eibarresa (contre-la-montre)
  - 10e étape du Tour d'Italie
  - 3e étape du Tour de Catalogne
  - 3e du Grand Prix de la Bicicleta Eibarresa
  - 3e du Tour des Pyrénées
- 1956
  - Grand Prix d'Alicante :
    - Classement général
    - 1re étape

  - 2e du GP Pascuas
  - 2e du Tour de Majorque
  - 2e du championnat d'Espagne sur route
- 1957
  - Tour du Levant
  - Une étape du Gran Premio José Gómez del Moral
  - 2e du championnat d'Espagne des régions
  - 2e du Gran Premio José Gómez del Moral
  - 2e du Tour du Sud-Est
  - 3e du Tour d'Espagne
- 1958
  - Champion d'Espagne de la montagne
  - Tour du Sud-Est espagnol : 
    - Classement général
    - 3e étape

  - GP Pascuas

### Résultats dans les grands tours

#### Tour de France
8 participations :
- 1949 : abandon (5e étape)
- 1951 : 9e, vainqueur de la 10e étape (Clermont-Ferrand - Brive) et de la 21e étape (Briançon-Aix-les-Bains)
- 1952 : 3e
- 1954 : 18e
- 1955 : 22e
- 1956 : 70e
- 1957 : 24e
- 1958 : 55e

#### Tour d'Italie
6 participations :
- 1952 : 35e
- 1953 : 29e
- 1954 : 38e
- 1955 : 28e, vainqueur de la 10e étape
- 1956 : 38e
- 1957 : 55e

#### Tour d'Espagne
8 participations :
- 1945 : 22e
- 1946 : 13e
- 1948 :  Vainqueur du classement général,  vainqueur du classement de la montagne, vainqueur des 1rea (avec Julián Berrendero), 3e, 11e et 20e étapes,  maillot blanc pendant 12 jours
- 1950 : 4e, vainqueur des 4ea et 8eb étapes
- 1955 : 14e
- 1956 : 31e
- 1957 : 3e
- 1958 : 26e